# João Paulo da Silva
João Paulo da Silva, genannt João Paulo, (* 22. Februar 1985 in Curitiba) ist ein brasilianischer Fußballspieler. Der spielstarke Fuß des defensiven Mittelfeldspielers ist der Rechte.

## Karriere
João Paulo begann seine Laufbahn im Nachwuchsbereich des AD São Caetano. Nach mehreren Wechseln in unterklassigen Klubs kam er 2010 auf Leihbasis zum Paraná Clube. Mit diesem bestritt der Spieler sein erstes Ligaspiel als Profi. Am 8. Mai lief er im Spiel gegen den Ipatinga FC von Beginn an auf. In derselben Saison erzielte er am 19. Mai sein erstes Ligator gegen den EC Santo André. Im Sommer des Jahres ging der Spieler nach Japan zum Albirex Niigata. Hier blieb João Paulo nur eine Saison. Bereits 2011 spielte er wieder in Brasilien. Zunächst in der Série B beim AA Ponte Preta und ab 2012 in der Série A bei Athletico Paranaense. Mit diesem bestritt der Spieler sein erstes Spiel auf internationaler Klubebene. In der Copa Libertadores 2014 ging es am 30. Januar gegen Sporting Cristal. In der Saison 2015 lief João Paulo für Coritiba FC auf. Hier blieb bis Ende 2017. Dann wechselte Joo Paulo zum Londrina EC, bei welchem er bereits zehn Jahre zuvor aktiv war. In die Saison 2019 startete João Paulo zunächst mit dem EC São Bento in die Staatsmeisterschaft von São Paulo.
Zur Meisterschaftsrunde kam João Paulo zum EC Juventude. In der Série B 2020 belegte Juventude den dritten Platz und erreichte damit den Aufstieg in die Série A 2021. Dabei bestritt 33 von 38 möglichen Spielen (vier Tore). Dazu kamen acht Spiele (kein Tor) im Copa do Brasil 2020 und zehn in der Staatsmeisterschaft von Rio Grande do Sul (ein Tor). In der Staatsmeisterschaft 2021 kam João Paulo 13 Einsätzen (kein Tor). Kurz nach dem Start der Série A 2021 wechselte João Paulo in die Série C zum Figueirense FC. Im September des Jahres wechselte João Paulo erneut. Er ging zum vierten Mal zum Londrina EC. Mit dem Klub trat er in der Série B 2021 an. Am 5. Januar 2022 wurde bekannt, dass João Paulo mit Londrina verlängert hat. Diese Verlautbarung rief den Inter de Limeira auf den Plan. João Paulo hatte mit dem Klub am 16. September 2021 einen Vorvertrag, über die Unterzeichnung eines Vertrages mit einer Laufzeit vom 15. Dezember 2021 bis 5. Mai 2022, gezeichnet. Der Klub verklagte João Paulo daraufhin auf Schadenersatz. Drei Tage später gab João Paulo, der sich zu dem Zeitpunkt in Quarantäne wegen COVID-19 befand, dass er es vorzieht bei Londrina zu bleiben. Seine Frau leide unter Depressionen und er wolle in ihrer Nähe bleiben. In der Série B 2023 konnte nur der 19. Platz belegt werden und der Klub musste absteigen. João Paulo bestritt dabei 33 von 38 möglichen Spielen und erzielte sieben Tore. Nach der Spielzeit 2023 verließ er den Klub. Seitdem tingelt er durch unterklassige Klub seiner Heimat.

## Erfolge
Coritiba
- Staatsmeisterschaft von Paraná: 2017